# Kilkelly
Kilkelly (irisch Cill Cheallaigh) ist eine Ortschaft in Irland. Sie liegt in der Mitte des Countys Mayo in der Provinz Connacht, rund 10 Kilometer südöstlich der Stadt Swinford. Der Ort hat 429 Einwohner (Stand 2022). 1996 waren es lediglich 266 Menschen.

## Verkehr
In Kilkelly zweigt von der N 17 (Galway - Sligo) die Landstraße R 375 nach Swinford ab. Der Flughafen Knock befindet sich in ca. 5 Kilometern Entfernung.

## Sehenswürdigkeiten
- Abtei Urlaur Abbey  (ehemaliges Dominikanerkloster, Ruine)

## Sonstiges
Weltweit bekannt wurde Kilkelly durch den Liedermacher Peter Jones. Als Jones Briefe seines Ur-Urgroßvaters an seinen Urgroßvater John Hunt fand, der 1855 nach Amerika auswanderte, verarbeitete er den Inhalt der Briefe in der Ballade Kilkelly, Ireland. Hiermit zeichnet Jones ein Bild des irischen Lebens im 19. Jahrhundert.